# Simon Trier
Simon Trier Jakobsen (født 6. juli 1998 i Gjessø) er en dansk fodboldspiller, der spiller som forsvarsspiller i den danske klub Kolding IF.

## Karriere
Trier spillede i AC Horsens, inden han kom til FK Viborg som førsteårs U/17-spiller, da han startede på Hald Ege Efterskole.
Viborg FF offentliggjorde den 25. april 2017, at Trier sammen med Frederik Mortensen og Jacob Vetter fra 2017-18-sæsonens begyndelse blev en del af klubbens førstehold.
Den 1. juni 2019, forlængede han kontrakten med Viborg FF til sommeren 2022.
Den 7. juni 2019, fik han debut på Danmark U/20, da han blev skiftet ind efter 68 minutter i en kamp mod Island.